# Egerija (mitologija)
Egerija (lat. Egeria bijedna) je italska nimfa. Najpoznatija je kao žena kralja Nume Pompilija. Savjetovala ga je o nekim religioznim običajima, a nakon njegove smrti dugo je plakala na obroncima Aricije sve dok je božica Dijana nije pretvorila u izvor.